# Kyrkesjön (Båraryds socken, Småland)
Kyrkesjön är en sjö i Gislaveds kommun i Småland och ingår i Nissans huvudavrinningsområde. Sjön är 14,9 meter djup, har en yta på 0,226 kvadratkilometer och är belägen 197,1 meter över havet. Sjön avvattnas av vattendraget Moa Sågbäck. Vid provfiske har bland annat abborre, braxen, gädda och karpfisk (obestämd) fångats i sjön.

## Delavrinningsområde
Kyrkesjön ingår i det delavrinningsområde (635809-136423) som SMHI kallar för Mynnar i Nissan. Medelhöjden är 210 meter över havet och ytan är 11,82 kvadratkilometer. Det finns inga delavrinningsområden uppströms utan avrinningsområdet är högsta punkten. Moa Sågbäck som avvattnar avrinningsområdet har biflödesordning 2, vilket innebär att vattnet flödar genom totalt 2 vattendrag innan det når havet efter 121 kilometer. Delavrinningsområdet består mestadels av skog (78 procent) och jordbruk (14 procent). Avrinningsområdet har 0,32 kvadratkilometer vattenytor vilket ger det en sjöprocent på 2,7 procent.

## Fisk
Vid provfiske har följande fisk fångats i sjön:
- Abborre
- Braxen
- Gädda
- Karpfisk obestämd
- Mört
- Siklöja
- Sutare